# Rhinodrilus
Rhinodrilus é um género de minhocas sul-americanas da família Glossoscolecidae.

## Taxón
Este género consiste das seguintes espécies (espécies e subespécies extintas são indicadas pelo símbolo †):
- Rhinodrilus alatus
- Rhinodrilus annulatus
- Rhinodrilus appuni
  - Rhinodrilus appuni appuni
  - Rhinodrilus appuni pavoni
- Rhinodrilus brasiliensis
- Rhinodrilus bursiferus
- Rhinodrilus contortus
- Rhinodrilus duseni
- Rhinodrilus fafner †
- Rhinodrilus garbei
- Rhinodrilus hoeflingae
- Rhinodrilus horsti
- Rhinodrilus juncundus
- Rhinodrilus lakei
- Rhinodrilus papillifer
- Rhinodrilus paradoxus
- Rhinodrilus pitun
- Rhinodrilus priollii
- Rhinodrilus romani